# Volkswagen Typ 3
Volkswagen Typ 3, также обозначался как Volkswagen 1500 и позднее как Volkswagen 1600 — автомобиль производства компании Volkswagen, выпускался в кузовах седан, хетчбэк и универсал.

## Описание
Автомобиль Volkswagen 1500 впервые был представлен на 40-м Международном автосалоне в сентября 1961 года во Франкфурте. К июлю 1973 года изготовлено 2542382 автомобилей.
Производство началось в августе 1961 года, за месяц до представления на автосалоне. Первые Volkswagen 1500 выпускались в кузове седан разновидности «нотчбэк». Затем последовал вариант с кузовом универсал, первые автомобили были выпущены в феврале 1962 года. Два кабриолета на базе нотчбэка 1500 также были заявлены вместе с оригинальными моделями, но так и не были запущены в производство. В августе 1965 года была представлена версия фастбэк, было выпущено 1600 экземпляров. Модель была модернизирована в 1970 году, что позволило увеличить вместимость багажного отделения на 42 л. Помимо Германии, сборка также велась в Австралии и Бразилии.
Автомобиль комплектовался бензиновыми четырёхцилиндровыми двигателями воздушного охлаждения объёмом 1,5 и 1,6 л, расположенными в задней части автомобиля и 4-ст. МКПП или 3-ст. АКПП, корпус крепился болтами к раме. Typ 3 позиционировался как более семейный автомобиль, по сравнению с Volkswagen Käfer, в нём было больше места для пассажиров и багажа, а также более мощный двигатель.

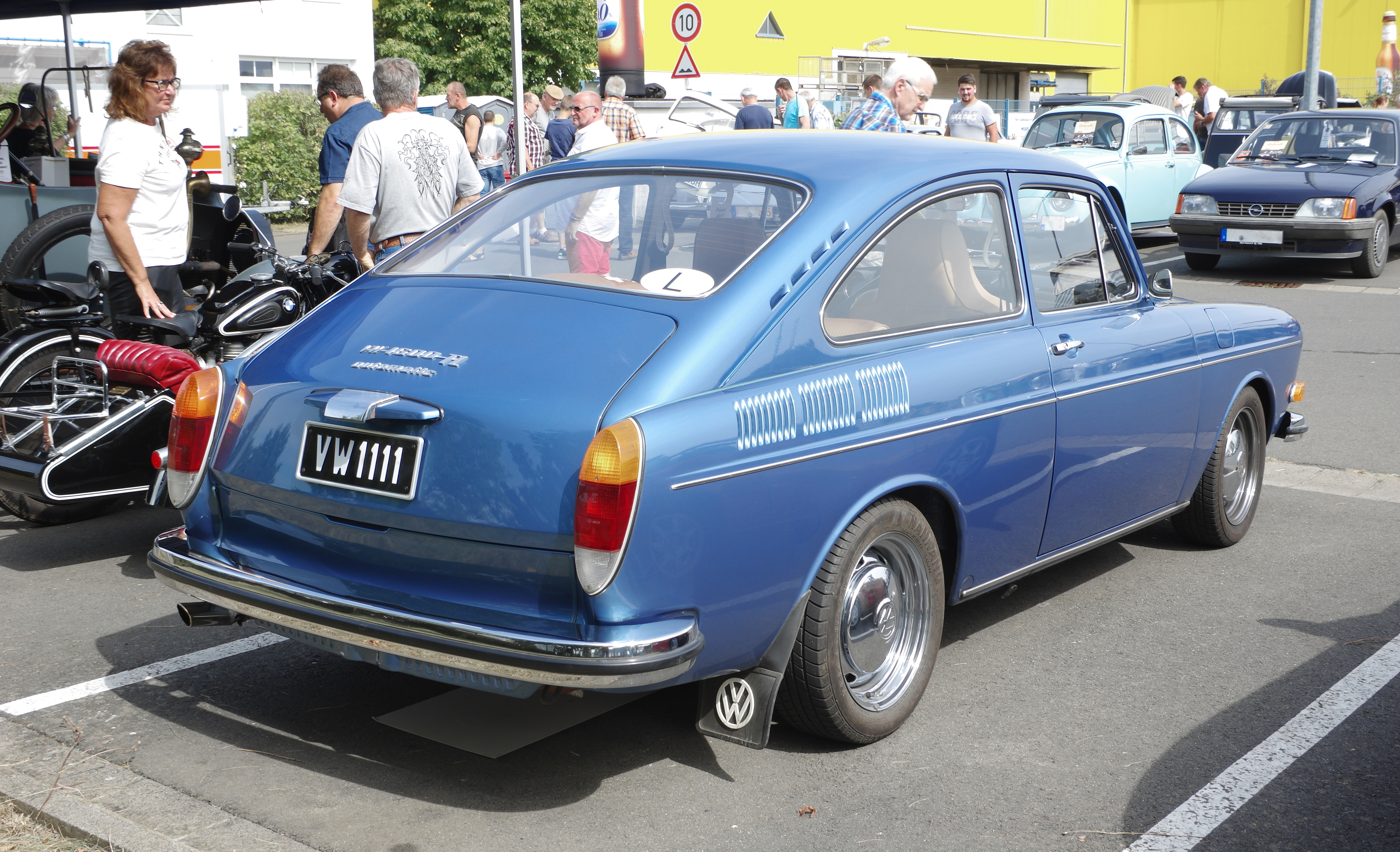
1600 фастбэк
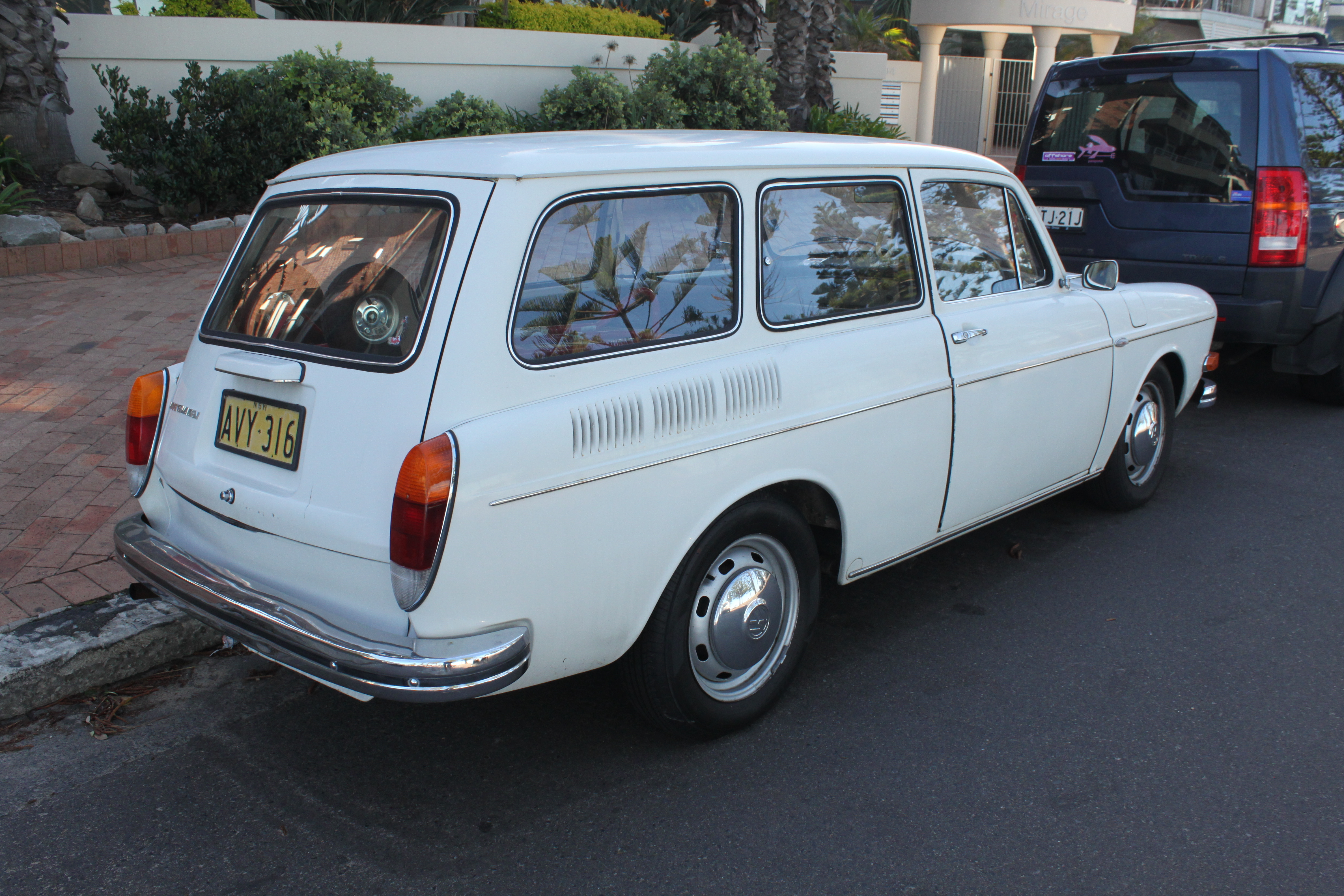
1600 универсал
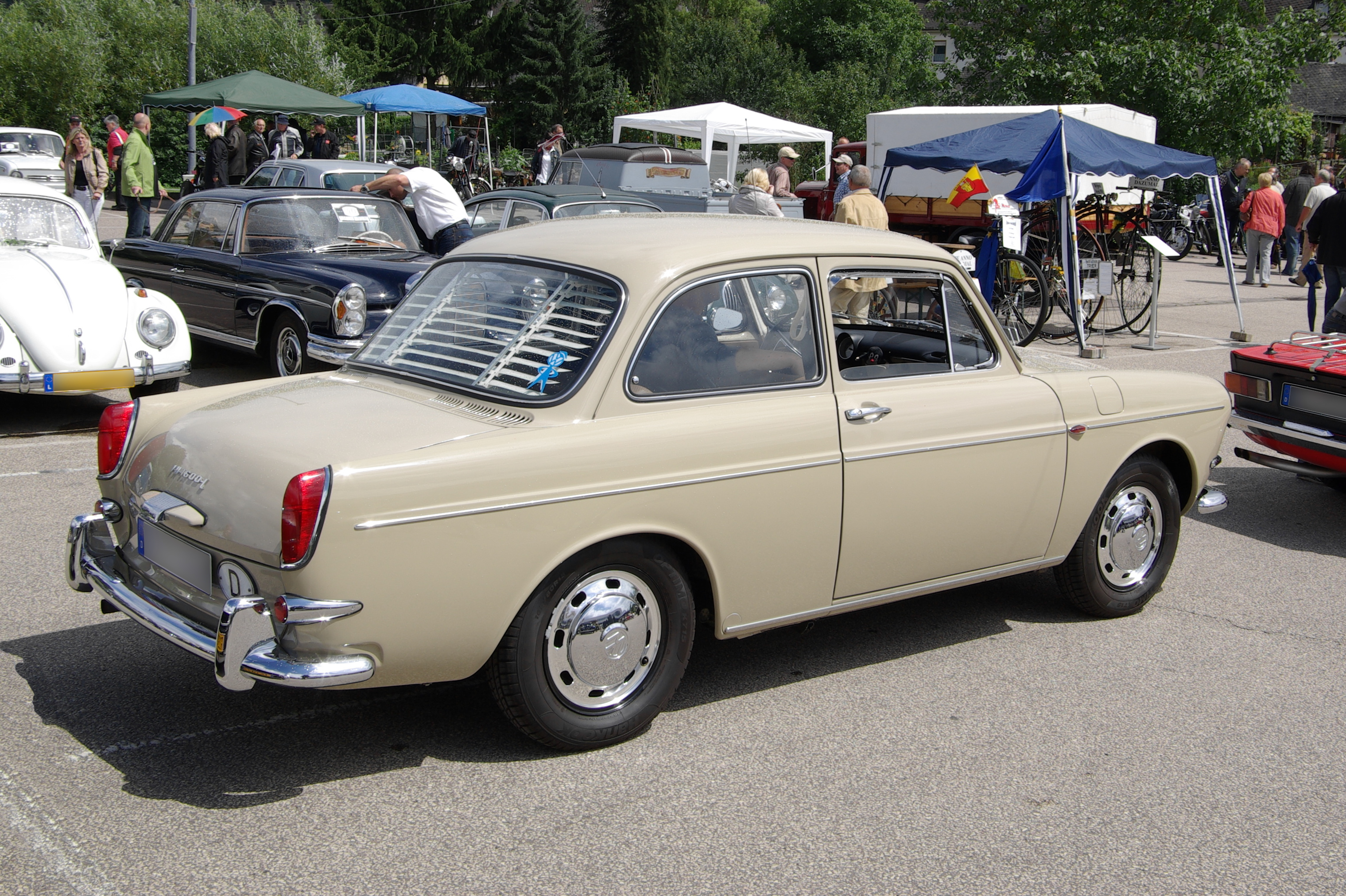
1500 нотчбэк
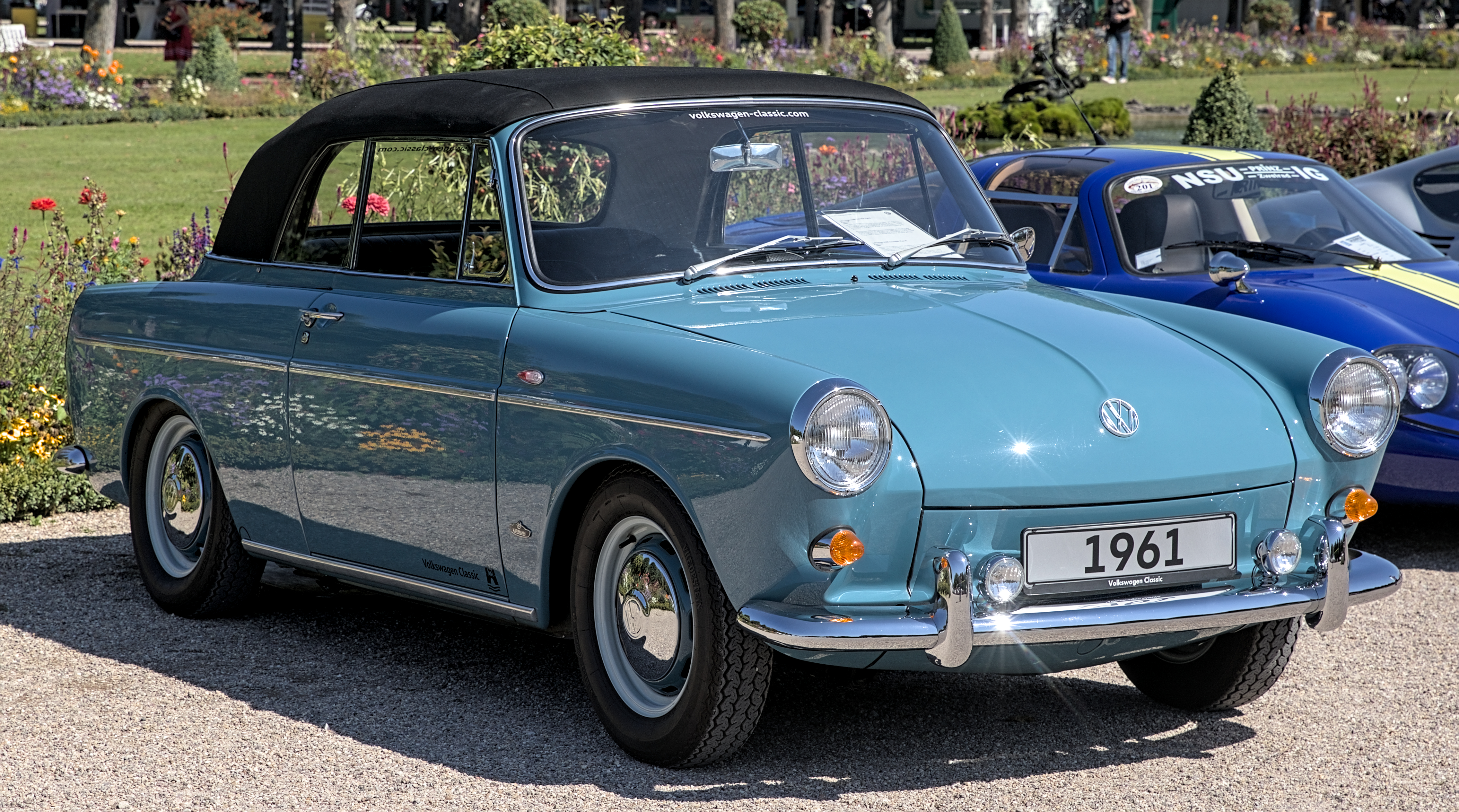
Кабриолет